# Sericochroa lauta
Sericochroa lauta är en fjärilsart som beskrevs av William Schaus 1906. Sericochroa lauta ingår i släktet Sericochroa och familjen tandspinnare. Inga underarter finns listade i Catalogue of Life.